# Schlacht bei Ramillies
Carpi – Chiari – Cremona – Kaiserswerth – Luzzara   – Santa Marta – Cádiz – Friedlingen – Vigo – Schmidmühlen – Bonn – Krottensee – Ekeren – Höchstädt – Speyerbach – Schellenberg – Gibraltar – Höchstädt – Vélez-Málaga – Marbella – Cassano – Barcelona – Sendlinger Mordweihnacht – Aidenbach – Calcinato – Ramillies – Turin – Castiglione – Santa Cruz de Tenerife – Almansa – Kap Béveziers – Toulon – Lizard Point – Lille – Oudenaarde – Gent – Malplaquet – Mons – Almenar – Saragossa – Syrakus – Villaviciosa – Rio de Janeiro – Denain – Barcelona
Die Schlacht bei Ramillies war eine der bedeutendsten Schlachten im Spanischen Erbfolgekrieg. Nahe dem Ort Ramillies (heute in Belgien) besiegten am 23. Mai 1706 englische und niederländische Truppen unter der Führung von John Churchill, 1. Duke of Marlborough, eine französische Streitmacht. Dieser Sieg erzwang den Rückzug der Franzosen aus den Spanischen Niederlanden unter Aufgabe der Städte Brügge, Antwerpen und Gent und sicherte Habsburg die spanischen Niederlande.

## Vorgeschichte und Verlauf
Nach dem großen Erfolg bei der Schlacht bei Höchstädt im Jahre 1704 brachte das Jahr 1705 der Allianz herbe Enttäuschungen. Die Franzosen waren auf dem besten Wege, ganz Italien zu erobern. Der ursprüngliche Plan Marlboroughs für 1706, von den Niederlanden aus nach Italien zu marschieren, um Prinz Eugen von Savoyen zu unterstützen, musste verworfen werden. Der Grund war eine unerwartete französische Offensive an der linken Flussseite des Rheins.
Währenddessen warben die Generalstaaten in ihrem Kampf gegen die Franzosen mit dem Versprechen, ihrerseits 10.000 Mann zur Unterstützung für Prinz Eugen nach Italien zu senden, um Marlboroughs Unterstützung. Marlborough willigte ein und bewegte seine Truppen in die Nähe von Lüttich, um den französischen Marschall Villeroy zu einer Schlacht herauszufordern. Ludwig XIV. war eifrig darauf bedacht, die 1704 erlittenen Niederlagen rückgängig zu machen und hielt Villeroy dazu an, gegen Marlborough vorzugehen. Das Ziel war es, die Festung von Zoutleeuw (fr. Léau) zurückzuerobern, die man ein Jahr zuvor verloren hatte. Villeroy setzte sich an die Spitze eines 60.000 Mann starken Heeres, das über 70 Kanonen verfügte. Marlborough konzentrierte seine Kräfte bei Corswarem. Die englisch-holländisch-deutsche Armee hatte eine Stärke von über 62.000 Mann und 120 Kanonen. In den blutigen, vierstündigen Kämpfen wurde die französische Armee in die Flucht geschlagen, die Franzosen setzten sich in Richtung französische Grenze ab. Die siegreichen Alliierten setzten den Franzosen nach und konnten im Anschluss an die Schlacht den Großteil der Spanischen Niederlande zurückerobern.

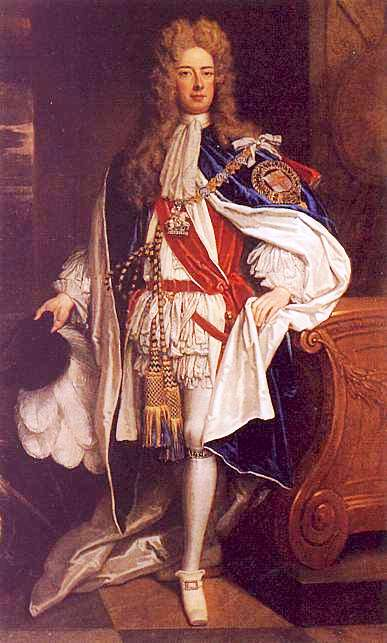
John Churchill, 1. Duke of Marlborough, Porträt von Sir Godfrey Kneller, um 1705

Auf Seiten der Alliierten fielen der niederländische Generalleutnant Prinz von Hessen-Kassel, der Generalmajor von Bernstorff und der englische Generalmajor de St.Pol. Die Franzosen verloren die MDC Graf de Clare, den Marquis Gruffier und den Baron de Lonquerou weiter fielen die Brigadiers Marquis de Bar, Chevalier Beauhostes, Graf Bernieres und Chevalier de Zurlauben.
Die Royal Navy benannte 1917 das Schlachtschiff Ramillies nach dem Ort der Schlacht.